# Liste der Monuments historiques in Jurvielle
Die Liste der Monuments historiques in Jurvielle führt die Monuments historiques in der französischen Gemeinde Jurvielle auf.

## Liste der Bauwerke
| Bezeichnung          | Beschreibung                  | Standort | Kennzeichnung | Schutzstatus | Datum | Bild           |
| -------------------- | ----------------------------- | -------- | ------------- | ------------ | ----- | -------------- |
| Kirche St-Christophe | Erbaut im 15./16. Jahrhundert | (Lage)   | PA31000049    | Inscrit      | 2001  | weitere Bilder |